# Thomas Hutchinson
Pour les articles homonymes, voir Hutchinson.
Thomas Hutchinson (9 septembre 1711 – 3 juin 1780) était le gouverneur de la province de la baie du Massachusetts entre 1771 et 1774. Il fit partie des loyalistes dans les années qui précédèrent la révolution américaine.

## Biographie
En 1765, accusé à juste titre d'être fidèle à la couronne britannique, sa maison est pillée par les Loyal Nine, futurs Sons of Liberty, mouvement créé en conséquence du Stamp Act.